# Julian Scherner
Julian Scherner (23 septembre 1895 - 28 avril 1945) était un fonctionnaire du parti nazi et membre de haut rang dans la SS de l'Allemagne nazie. Lors de la Seconde Guerre mondiale, il fut le Höhere SS- und Polizeiführer à Cracovie, en Pologne occupée.

## Carrière
Né à Bagamoyo, en Afrique orientale allemande, Scherner étudie dans une école Kadettenschule (école militaire cadets) dans l'Empire allemand de 1905 à 1914. En 1914, il rejoint la Reichsheer. Après avoir quitté l'armée en 1920, il rejoint le corps franc de l'Oberland (de) où il participe trois ans plus tard au Putsch de la Brasserie. En 1932, il rejoint la SS et le Parti nazi. En 1937, il prend la direction de l'école de formation des SS à Dachau. De septembre à novembre 1939, il commande la 11e division SS de montagne « Reinhard Heydrich », puis jusqu'en hiver 1940 la 8e SS Totenkopf-Standarte. Entre janvier et septembre 1941, il est commandant de la garnison SS de Prague, où il supervise les préparatifs d'une création d'un centre de formation de la Waffen-SS à Benešov, en Bohême.
Le 4 août 1941, Scherner est nommé SS- und Polizeiführer à Cracovie, en Pologne occupée. À ce titre, il est responsable des déportations vers le camp d’extermination de Belzec et des massacres de masse de Tarnów. Il liquide ensuite les ghettos du district de Cracovie en déportant les Juifs à Auschwitz.
En tant que tel, il est le responsable des expulsions au camp d'extermination de Bełżec, des fusillades de masse à Tarnów et de toutes les « évacuations » qui ont lieu pendant son séjour, y compris l'Aktion Krakau (en). Il liquide également le ghetto de Cracovie en déportant ses habitants vers Auschwitz.
Sa position lui donne beaucoup d'avantages et d'autorité dans de nombreux domaines, le titre SS- und Polizeiführer ayant été conféré à des membres haut gradés du parti nazi, sous ordre direct d'Himmler. Comme Amon Göth, Scherner est accusé d'avoir détourné à son profit, lors de la liquidation du camp de Płaszów, des biens appartenant au Reich (la législation nazie a placé les propriétés des juifs sous le contrôle de l'Allemagne). En avril 1944, il est transféré à Dachau où il comparaît devant une Cour de la SS (en), le 16 octobre 1944. En conséquence, Scherner est rétrogradé de SS-Oberführer der Reserve dans la Waffen-SS à SS-Hauptsturmführer der Reserve. Pour des faits similaires, deux commandants de camps, Karl Otto Koch et Hermann Florstedt, avaient été exécutés par les SS. 
Scherner est ensuite transféré dans la 36e Waffen-Grenadier-Division de la SS sous le commandement du SS-Oberführer Oskar Dirlewanger.
Il est retrouvé mort peu avant la fin de la guerre dans une zone boisée près de Niepołomice, dans le sud de la Pologne, dans des circonstances inconnues.

## Promotions et décorations

### Dates et grades
- SS-Sturmführer - 31 juillet 1933
- SS-Obersturmführer - 24 décembre 1933
- SS-Sturmhauptführer (en) - 1er mars 1934
- SS-Sturmbannführer - 12 août 1934
- SS-Obersturmbannführer - 1er janvier 1935
- SS-Standartenführer - 30 janvier 1936
- SS-Oberführer - 12 septembre 1937

Scherner n'a jamais dépassé le grade d'Oberführer dans l'Allgemeine-SS, grade qu'il a détenu pendant près de huit ans alors que beaucoup de ses homologues SS passaient aux grades supérieurs (généraux de la SS). Son dossier de service SS ne mentionne aucune explication quant à la raison de la longévité de ce grade, bien qu'on suspecte qu'il était en disgrâce auprès d'Heinrich Himmler (exerçant une importante responsabilité concernant les promotions générales de l'Allgemeine-SS). Dans la Waffen-SS, Scherner sert en tant que SS-Hauptsturmführer.

### Décorations
- Croix de fer (1914), 2e classe
- SS-Ehrenring (Totenkopfring)
- Croix du Mérite de guerre, 1re et 2e classe avec glaives
- Croix d'honneur
- Insigne des blessés en noir (1918)
- Insigne de Cobourg
- Ordre du sang
- SS-Degen (en)

## Dans la culture populaire
Dans le film La Liste de Schindler de Steven Spielberg, le personnage de Julian Scherner est joué par l'acteur polonais Andrzej Seweryn. Oskar Schindler, industriel allemand, effectuait son travail dans la région sous la supervision de Scherner, les deux se connaissant bien. Dans le film, il est représenté comme un homme distingué et froid, l'étendue de leur relation est détaillée dans le film[réf. nécessaire].